# Cielo rojo sangre
Cielo rojo sangre (En inglés: Blood Red Sky) es una película de terror y acción de 2021 dirigida por Peter Thorwarth, quien coescribió el guion con Stefan Holtz. La película es protagonizada por Roland Møller, Peri Baumeister, Chidi Ajufo y Alexander Scheer. Fue estrenada el 23 de julio de 2021 por Netflix.

## Sinopsis
La trama sigue a una mujer llamada Nadja (Peri Baumeister), quien sufre de una enfermedad terminal y viaja en un vuelo nocturno desde Alemania a Nueva York con su hijo pequeño para someterse a un tratamiento médico especializado.
Sin embargo, el avión es tomado por un grupo de terroristas liderados por Berg (Dominic Purcell), quienes planean secuestrar la aeronave para estrellarla en un lugar específico con el fin de liberar un virus mortal. Durante el caos del secuestro, Nadja se ve obligada a revelar su condición y la razón por la que está llevando a su hijo a Estados Unidos.
Lo que nadie sabe es que Nadja es en realidad una vampira, y su decisión de tomar el vuelo de noche fue estratégica debido a su aversión a la luz solar. A medida que la situación a bordo se vuelve cada vez más desesperada, Nadja se ve forzada a utilizar sus habilidades vampíricas para proteger a su hijo y a los pasajeros del avión de los terroristas, mientras lucha por mantener bajo control sus instintos sedientos de sangre.

## Reparto
- Carl Anton Koch[5] como Elias
- Peri Baumeister[5] como Nadja
- Kais Setti[6] como Farid al Adwa
- Nader Ben-Abdallah como Mohammed
- David Hürten como Marvin
- Kai Ivo Baulitz[5] como Bastian Buchner
- Graham McTavish[5] como el coronel Alan Drummond
- Rebecca Dyson-Smith, como Sargento Karen Brown
- Roland Møller[5] como Karl
- Dominic Purcell[5] como Berg
- Jan Loukota como Jurij
- Alexander Scheer[5] como Robert / Eightball
- Chidi Ajufo[5] como Curtiz
- Florian Schmidtke como Michael
- Holger Hage como Holger
- Jacqueline Macaulay como Naomi

## Producción
El 11 de septiembre de 2020, se anunció que la filmación en Praga de la película, entonces conocida como Transatlantic 473, se cerró temporalmente después de que un extra dio positivo por COVID-19.

## Estreno
Blood Red Sky fue estrenada el 23 de julio de 2021 por Netflix. Es una de las 71 películas originales que Netflix estrenaría en 2021, siendo parte de una estrategia que pretende estrenar al menos una nueva película cada semana.

## Recepción

### Crítica
Blood Red Sky reseñas mixtas a positivas de parte de la crítica y más mixtas de la audiencia. En el sitio web especializado Rotten Tomatoes, la película posee una aprobación de 80%, basada en 30 reseñas, con una calificación de 6.5/10 y un consenso crítico que dice: «Blood Red Sky aprovecha al máximo su historia de vampiros de alto concepto, brindando un regalo de ritmo rápido para los entusiastas del género», mientras que de parte de la audiencia tiene una aprobación de 57%, basada en más de 500 votos, con una calificación de 3.2/5.
El sitio web Metacritic le dio a la película una puntuación de 43 de 100, basada en 6 reseñas, indicando "reseñas mixtas o promedio". En el sitio IMDb los usuarios le asignaron una calificación de 6.1/10, sobre la base de 49 156 votos, mientras que en la página web FilmAffinity la cinta tiene una calificación de 5.1/10, basada en 3864 votos.

### Audiencia
Netflix informó que la película fue vista por 50 millones de miembros durante sus primeras cuatro semanas de lanzamiento, lo que la convierte en el título original alemán más exitoso hasta la fecha.